# Alem, Maren en Kessel
Alem, Maren en Kessel is een voormalige Nederlandse gemeente in de provincie Noord-Brabant, die bestaan heeft van 1821 tot 1958.

## Geschiedenis
Bij  de gemeentelijke indeling tijdens de Franse bezetting van 1794-1814 werden de dorpen Alem, Maren en Kessel op de linkeroever van de Maas stroomafwaarts van Lith drie onafhankelijke gemeenten. Reeds in 1819 besloten de drie dorpen te fuseren en op 1 januari 1821 werd de gemeente "Alem, Maren en Kessel" opgericht, kortweg Alem c.a. De Latijnse afkorting betekent cum annexis (wat erbij hoort). De buurtschappen 't Wild en Gewande, verder stroomafwaarts, maakten ook deel van deze gemeente uit. Rond 1900 vond er een grenscorrectie plaats, waarbij Gewande in de voormalige gemeente Empel en Meerwijk kwam te liggen. Deze gemeente werd op zijn beurt in 1971 geannexeerd door de gemeente 's-Hertogenbosch.
Door de Maaskanalisatie in de jaren 1930 kwam Alem op de andere oever te liggen, maar bestuurlijk veranderde er voorlopig niets. In 1958 werd de gemeente uiteindelijk toch opgeheven. Alem werd toen bij de Gelders-Brabantse grenscorrecties van 1958 gevoegd bij de voormalige Gelderse gemeente Maasdriel, die in 1999 opging in de nieuwe gemeente Maasdriel. Maren, Kessel en 't Wild werden bij de voormalige Noord-Brabantse gemeente Lith ingedeeld, die in 2011 aan de gemeente Oss werd toegevoegd.

## Galerij

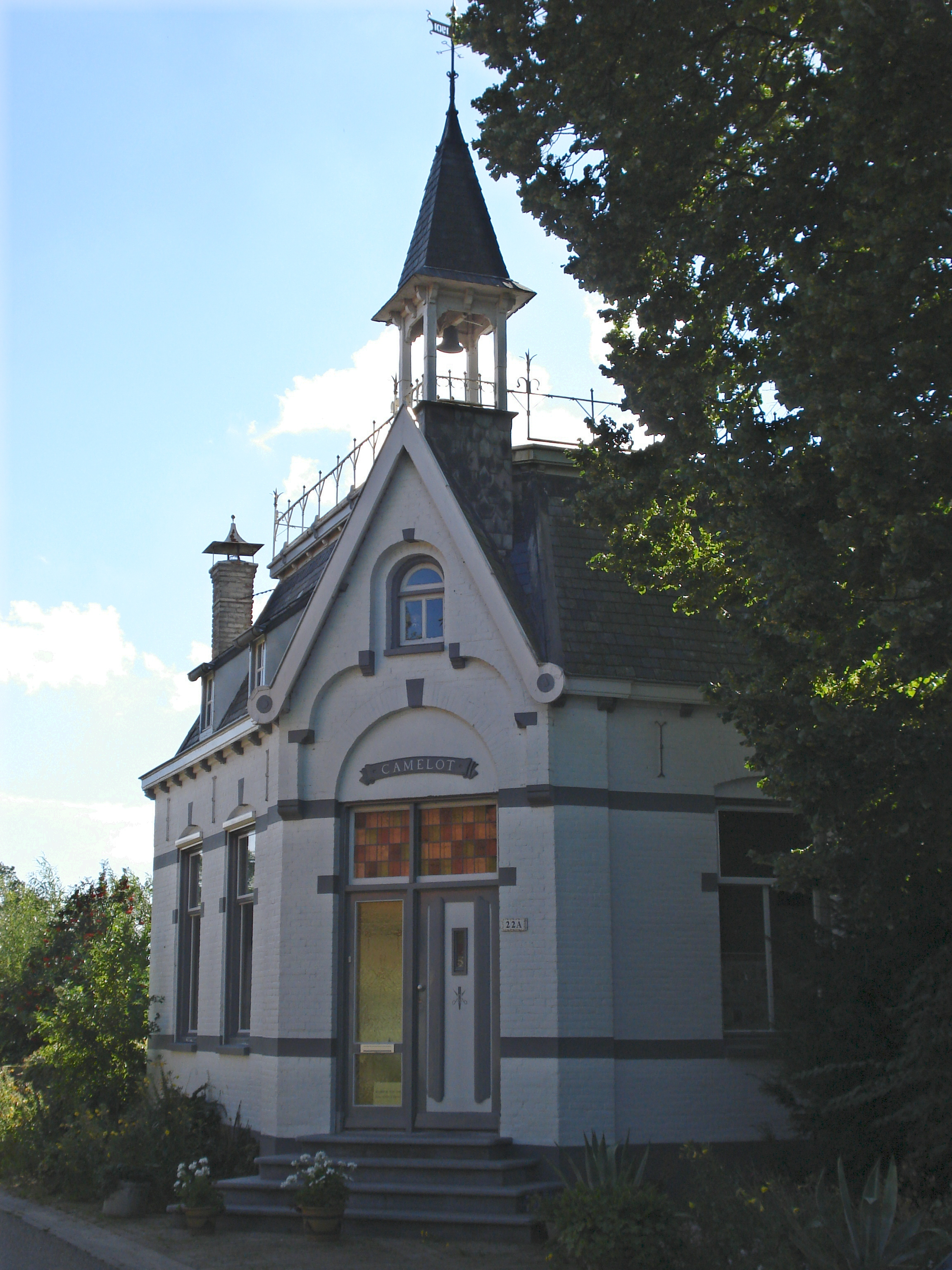
het voormalige gemeentehuis van "Alem, Maren en Kessel" in Maren
Wapen van Alem, volgens de HRvA ook dat van Alem, Maren en Kessel
Het wapen dat de gemeente officieus voerde